# Gran Premio della Liberazione femenino
El Gran Premio della Liberazione femenino (oficialmente: Gran Premio della Liberazione PINK (en italiano) o simplemente GP della Liberazione PINK) es una carrera ciclista femenina de un día que se disputa anualmente en la ciudad de Roma en las inmediaciones de Termas de Caracalla en Italia el 25 de abril, fecha en la cual se conmemora la caída de Benito Mussolini y el fin de la República Social Italiana. Es la versión femenina de la carrera del mismo nombre.
Su primera edición se corrió en 1989 como carrera aficionada y en el año 2004 pasó a formar parte del Calendario UCI Femenino bajo categoría 1.9.2, denominación ésta que cambió en el 2005 al de 1.2 y en la cual se ha mantenido hasta la fecha.
Desde su inicio en 1989 y hasta 2012 la carrera se corrió en las inmediaciones de la ciudad de Crema en la Provincia de Cremona, pero la prueba fue suspendida durante los años 2013 al 2015. En el año 2016 se retoma la realización de esta carrera, pero esta vez para ser disputada en Roma en las inmediaciones de Termas de Caracalla y bajo la denominación de Gran Premio della Liberazione PINK o GP della Liberazione PINK.

## Palmarés
| Año                                                         | Ganador               | Segundo                   | Tercero                   |           |
| ----------------------------------------------------------- | --------------------- | ------------------------- | ------------------------- | --------- |
| GP della Liberazione                                        |                       |                           |                           |           |
| 1989                                                        | Elisabetta Guazzaroni | Elisabetta Fanton         | Mara Mosole               |           |
| 1990                                                        | Elisabetta Guazzaroni | Gabriella Pregnolato      | Luzia Zberg               |           |
| 1991                                                        | Gabriella Pregnolato  | Marina Artomonova         | Lucia Pizzolotto          |           |
| 1992                                                        | Elisabetta Fanton     | Gulnara Fatkúlina         | Elisabetta Guazzaroni     |           |
| 1993                                                        | Simona Muzzioli       | Mara Calliope             | Natalja Bakanova          |           |
| 1994                                                        | Greta Zocca           | Natalja Yuganiuk          | Simona Grossi             |           |
| 1995                                                        | Marica Berardi        | Nadia Molteni             | Katia Longhin             |           |
| 1996                                                        | Diana Rast            | Greta Zocca               | Gabriella Pregnolato      |           |
| 1997                                                        | Mara Calliope         | Katia Longhin             | Gabriella Pregnolato      |           |
| 1998                                                        | Greta Zocca           | Regina Schleicher         | Katia Longhin             |           |
| 1999                                                        | Zinaida Stahurskaya   | Giovanna Troldi           | Tanja Schmidt-Hennes      |           |
| 2000                                                        | Greta Zocca           | Natalja Yuganiuk          | Zinaida Stahurskaya       |           |
| 2001                                                        | Greta Zocca           | Katia Longhin             | Regina Schleicher         |           |
| 2002                                                        | Janildes Fernandes    | Giovanna Troldi           | Zinaida Stahurskaya       |           |
| 2003                                                        | Diana Žiliūtė         | Olga Sljussarewa          | Julia Martisova           |           |
| 2004                                                        | Olga Sljussarewa      | Valentina Alessio         | Katia Longhin             |           |
| 2005                                                        | Regina Schleicher     | Rochelle Gilmore          | Giorgia Bronzini          |           |
| 2006                                                        | Diana Žiliūtė         | Annalisa Cucinotta        | Olga Sljussarewa          |           |
| 2007                                                        | Giorgia Bronzini      | Grete Treier              | Annalisa Cucinotta        |           |
| 2008                                                        | Regina Schleicher     | Rochelle Gilmore          | Giorgia Bronzini          |           |
| 2009                                                        | Giorgia Bronzini      | Julia Martisova           | Alessandra D'Ettorre      |           |
| 2010                                                        | Monia Baccaille       | Giorgia Bronzini          | Alessandra D'Ettorre      |           |
| 2011                                                        | Giorgia Bronzini      | Alyona Andruk             | Monia Baccaille           |           |
| 2012                                                        | Noemi Cantele         | Inga Čilvinaitė           | Maria Giulia Confalonieri |           |
| 2013-2015 ediciones no realizadas GP della Liberazione PINK |                       |                           |                           |           |
| 2016                                                        | Marta Bastianelli     | Kimberley Wells           | Arianna Fidanza           |           |
| 2017                                                        | Marta Bastianelli     | Rasa Leleivytė            | Soraya Paladin            |           |
| 2018                                                        | Letizia Paternoster   | Maria Giulia Confalonieri | Rasa Leleivytė            |           |
| 2019                                                        | cancelada             | cancelada                 | cancelada                 | cancelada |
| 2020                                                        | cancelada             | cancelada                 | cancelada                 | cancelada |
| 2021                                                        | cancelada             | cancelada                 | cancelada                 | cancelada |
| 2022                                                        | Silvia Persico        | Chiara Consonni           | Maria Giulia Confalonieri |           |
| 2023                                                        | Silvia Zanardi        | Cristina Tonetti          | Giorgia Bariani           |           |
| 2024                                                        | Chiara Consonni       | Silvia Persico            | Eleonora Gasparrini       |           |
| 2025                                                        | Paula Blasi           | Silvia Milesi             | Sofia Bertizzolo          |           |

## Palmarés por países
| País        | Victorias |
| ----------- | --------- |
| Italia      | 22        |
| Lituania    | 2         |
| Alemania    | 2         |
| Suiza       | 1         |
| Bielorrusia | 1         |
| Brasil      | 1         |
| Rusia       | 1         |
| España      | 1         |